# NGC 4662
NGC 4662 је спирална галаксија у сазвежђу Ловачки пси која се налази на NGC листи објеката дубоког неба.
Деклинација објекта је + 37° 7' 16" а ректасцензија 12h 44m 26,3s. Привидна величина (магнитуда) објекта NGC 4662 износи 12,7 а фотографска магнитуда 13,5. NGC 4662 је још познат и под ознакама UGC 7917, MCG 6-28-25, CGCG 188-18, KARA 550, PGC 42904.